# Светосавске переце
Светосавске переце су пециво које се традиционално припрема за прославу школске славе Свети Сава у Србији. Ове переце могу бити различите величине. Најчешће се украшавају сланим преливом, направљеним од брашна и соли, мада постоје и другачији рецепти. Могу бити сличне баварском пециву, украшене крупном сољу, сусамом... Могу се припремати у домаћинству, али се такође могу купити у пекарама и то током целе године. Уколико овај велики празник падне у среду или петак, када су дани поста, прави се посна варијанта овог пецива.

## Легенда
О томе зашто се баш пециво спрема за овај празник приповеда једна народна легенда:
Некада су се људи јако мучили да би добили брашно од жита. Туцали су жито на разне начине, а ништа од тога није доносило резултат. Народна прича каже да је све то гледао Свети Сава па се сажалио и одлучио да смисли неку бољу и лакшу справу. Проблем је био сипање жита у воденични камен, те што светитељ никако није могао да направи чекетало и кош. Једног дана дође ђаво Светом Сави у воденицу да види шта је направио. Видевши како је незгодно што се жито из врећа сипа рукама у рупу од камена, показао је Светом Сави како ће направити кош и чекетало, под погодбом да му се за то уступи један дан у години да буде његов у воденици. Свети Сава је пристао и одредио да Бадњи дан припадне ђаволу. На Бадњи дан, пошто према предању припада ђаволу, ретко који воденичар чува воденицу, а тог дана нико неће ни да меље жито. Свети Сава је знао зашто је ђаволу одредио баш тај дан. О Божићу се смрзну реке, па се не може ни млети, те тако ђаво никад не може узети ујам.
У знак захвалности што им је олакшао млевење жита те спасио воденицу од ђавола, у народу је поникао обичај да се на Савиндан меси пециво од белог пшеничног брашна које се носи у цркву и тамо дели деци. У Банату, али и другим деловима Србије се од пецива најчешће праве переце.

## Рецепт

### Потребни састојци
За тесто:
- 700 g брашна
- 1/2 коцке (20 g) квасца
- 1 кашика шећера
- 1/2 кашике соли
- 3 dl млека
- 1 dl уља
- 1 јаје

За слани прелив:
   50 g брашна
   2 кашике соли
   4 кашике воде

### Припрема
Прво је потребно направити слани прелив. Он се прави тако што се од брашна, соли и воде добро умути компактна смеса без грудвица. Прелив се остави да одстоји док се переце испеку.
У млаком млеку треба отопити квасац. У посуди за мешење помешати брашно, со и шећер. У ту мешавину додати јаје и уље и на крају млеко у ком је отопљен квасац. Од добијене смесе умесити глатко тесто и оставити да се „одмара” 30 минута. Затим тесто премесити и поделити на 10 делова. Сваки део развити, увити у ролницу и смотати као перецу. Переце поређати у плех за печење и ставити у рерну већ загрејану на 220 степени. Пећи 10 минута. Извадити из рерне, прелити сланим преливом, вратити у рерну и пећи још 10 минута.